# Nikolas Špalek
Nikolas Špalek (ur. 12 lutego 1997 w Šaľi) – słowacki piłkarz, grający na pozycji ofensywnego pomocnika lub prawoskrzydłowego w węgierskim klubie MTK Budapeszt.